# Голо Брдо (Медводе)
Голо Брдо (словен. Golo Brdo) је насељено место у општини Медводе, Средњесловенска регија, Словенија.

## Историја
До територијалне реорганизације у Словенији била је у саставу града Љубљане, односно старе општине Шишка.

## Становништво
У попису становништва из 2011. године, Голо Брдо је имало 418 становника.
| Број становника према пописима | Број становника према пописима | Број становника према пописима |
| ------------------------------ | ------------------------------ | ------------------------------ |
| 1991                           | 2002                           | 2011                           |
| 212                            | 342                            | 418                            |

Напомена: Године 1987. повећано за делове насеља Двор (Љубљана) и Станежиче (Љубљана). Године 2007. умањено за део насеља који је припојен насељу Топол при Медводах. Године 2011. извршена је мала размена територије између насеља Голо Брдо и Топол при Медводах.